# Jacob Peyt
Jacob Peyt was een Vlaamse boer en volksleider ten tijde van de Opstand van Kust-Vlaanderen (1323-1328). Hij zou uit Hondschote afkomstig zijn, al hebben andere bronnen het over Sint-Winoksbergen. 

## Context
Wanneer de in Avignon verblijvende paus Johannes XXII op 6 april 1327 het voor het oproerige Vlaanderen als straf bedoelde interdict (verbod op toedienen van sacramenten) vernieuwde, trachtte Jacobus Peyt de lagere geestelijkheid te overtuigen om hieraan te verzaken. Oorzaak van het sociale rebellie, dat een jaar later zou escaleren tot de bloedige Slag bij Kassel, waren onder meer de verhoogde belastingen die door de nieuwe Vlaamse graaf Lodewijk I van Vlaanderen aan vrije boeren en ambachtslui werden opgelegd om de door de Franse koning Karel IV de Schone geëiste boetes, schadevergoedingen en jaarrentes van het Verdrag van Athis-sur-Orge (1305) te kunnen betalen. Elke priester die gezagsgetrouw de instructies van de Fransgezinde paus en bisschoppen navolgde en het interdict toepaste werd door de opstandelingen beschouwd als een agent van Frankrijk. Peyt wist zich gesteund door de meerderheid van de bevolking die zich niet stoorde aan de pauselijke maatregel. Ook Pieter Peyt, de broer van Jacobus en monnik van de abdij Ten Duinen, sloot zich net als vele andere lage geestelijken bij de opstand aan.   
Jean Laing, deken van Sint-Winoksbergen, riep de geestelijken van zijn ambtsgebied samen om massale afvalligheid te vermijden en hen op hun plichten te wijzen. Peyt verzamelde zijn volgelingen om Laing gevangen te nemen maar die wist te ontsnappen. Peyt zette daarop de verzamelde (lagere) geestelijkheid onder druk om het interdict niet op te volgen. Hij verbood de betaling van de kerkelijke tienden en renten. Ieder die het waagde met de clerus samen te werken moest een boete betalen. Omdat Jacob Peyt de harde middelen niet schuwde en de gevangen genomen Leliaardse rijken en edelen soms dwong om hun eigen bloedverwanten om het leven te brengen, werd Peyt in het Chronicon Comitum Flandrensium omschreven als "een zeer wrede bouve (boef), ende groot viant (vijand) der Heligher kercke".

## Overlijden
De tot antiklerikalisme geradicaliseerde Peyt, ("hij wenste nog slechts één geestelijke te zien en dan nog opgeknoopt") werd tussen 25 juli en 29 augustus 1327 gedood bij een gewapend treffen tussen gematigde en radicale opstandelingen in de buurt van Hondschote. Hij kreeg een kerkelijke begrafenis in Coudekerke. Brugge liet een onderzoek instellen naar de daders van de moord, een bewijs dat ze in Peyt een eervol man zagen. Na de nederlaag van het kerelsleger te Kassel liet de bisschop van Terwaan Peyts lijk opgraven en de "ketter" tot as verpulveren. Hetzelfde overkwam het lijk van John Wyclif, die door de kerk in Engeland verantwoordelijk werd gesteld voor de boerenopstand in 1381.